# Ханъюрду (Ходжалинский район)
Ханъюрду (азерб. Xanyurdu), до 1992 года Ханазах (азерб. Xanazax), в советских источниках также Ханадзах (азерб. Xanadzax) — село в Баллыджинском сельского административно-территориальном округе Ходжалинского района Азербайджана.

## География
Сёла Баллыджа, Ханъюрду, Мехдибейли входят в состав Баллыджинского сельского административно-территориального округа Ходжалинского района Азербайджана. При этом Баллыджа является центром этого сельского административно-территориального округа.

## История

### Досоветский период
Армянский историк XVII века Аракел Даврижеци сообщал что в связи постоянными нашествиями осман на регион, и последовавшим за этим невыносимым положением местного населения, часть армян села  Ханадзах области Кштах  во главе с меликом Айказом были вынуждены переселиться в Персию.
Согласно Энциклопедическому словарю топонимов Азербайджана, село было заложено под названием Ханадзах в местности, называвшейся Ханъюрду, армянскими семьями, переселившимися туда в XIX веке из Зангезурского уезда.

### Период Азербайджанской ССР
На 1 января 1977 года село называлось Ханадзах и входило в состав Баллыджинского сельсовета Степанакертского района Нагорно-Карабахской автономной области (НКАО) Азербайджанской ССР. 
Указом Президиума Верховного Совета Азербайджанской ССР от 15 мая 1978 года утверждено решение исполнительного комитета областного Совета народных депутатов Нагорно-Карабахской автономной области о переносе центра Степанакертского района из города Степанакерт (ныне Ханкенди) в рабочий посёлок Аскеран и переименовании Степанакертского района в Аскеранский район. В результате село оказалось в составе Аскеранского района НКАО Азербайджанской ССР.

### Карабахский конфликт
2 сентября 1991 года на совместной сессии Нагорно-Карабахского областного и Шаумяновского районного Советов народных депутатов была принята декларация о провозглашении Нагорно-Карабахской Республики в границах Нагорно-Карабахской автономной области (НКАО) и сопредельного Шаумяновского района Азербайджанской ССР.
26 ноября 1991 года Верховный Совет Азербайджана принял закон «Об упразднении Нагорно-Карабахской автономной области Азербайджана» (НКАО). Законом также упразднён Аскеранский район, образован Ходжалинский район с центром в городе Ходжалы. Территория упразднённого Аскеранского района передана в состав Ходжалинского района. 
Решением Милли Меджлиса Азербайджана от 29 декабря 1992 года № 428 село Ханазах Ходжалинского района было названо селом Ханъюрду. В настоящее время село Ханъюрду и входит в состав Баллыджинского сельского административно-территориального округа Ходжалинского района Азербайджана.
В результате Карабахского конфликта в начале 1990-х годов село попало под контроль непризнанной Нагорно-Карабахской Республики (НКР). Согласно административно-территориальному делению непризнанной республики находилось в составе Аскеранского района НКР и называлось Хнацах.
В селе имелась средняя школа имени Армена Авакяна, в которой по утверждению директора школы Гюльнары Арзуманян, по состоянию на 2010 год училось 80 детей. В 2010 году в селе прошла презентация русского издания книги «Арцах» уроженца села епископа Макара Бархударянца. Входе презентации внучатая племянница Макара Бархударянца Белла Григорян подарила членам семей погибших воинов по экземпляру книги.
В результате трёхстороннего заявления в ночь с 9 по 10 ноября 2020 года, подписанного по итогам 44-дневной войны, село Ханъюрду перешло под контроль Российских миротворческих сил.
В феврале 2021 года в сёлах Гараземи, Гузумкенд, Арпадюзю (согласно административно-территориальному делению непризнанной НКР входившие в состав Мартунинского района НКР), а также в общинах Ханъюрду и Баллыджа (согласно административно-территориальному делению непризнанной республики входившие в состав Аскеранского района НКР) сообщалось о планах проведения обезвреживания взрывных устройств и оружия.
В результате боевых действий в сентябре 2023 года Азербайджан восстановил свой контроль над селом.

### Современный период
На июль 2025 года в селе восстановлено 40 частных домов.
Восстановлена 10-киловольтная линия электропередачи протяженностью 14 км. Проведён газопровод протяжённостью 10 км. Также восстановлен существовавший газопровод протяжённостью свыше 4 км.
Восстановлены артезианская скважина, водохранилище вместимостью 400 м3, водопроводная сеть.
Проложена линия связи протяженностью 10,4 км. Обеспечена телефонная связь, интернет, IPTV.
Более 2 км дорог в селе заасфальтированы.
Создан парк отдыха на территории 1 гектар.

## Население
Беженцы из села временно проживали в различных районах Азербайджана, преимущественно в общежитиях, санаториях и административных зданиях.
14 июля 2025 года в село возвращена первая группа вынужденных переселенцев из 122 чел. (33 семьи).